# Список керівників держав 1291 року
Список керівників держав 1291 року — це перелік правителів країн світу 1291 року.
Список керівників держав 1290 року — 1291 рік — Список керівників держав 1292 року — Список керівників держав за роками

## Європа
- Англія
  - Король Англії — Едуард I Довгоногий (1272—1307)
- Балканський півострів
  - Візантійська імперія — Андронік II Палеолог (1282—1328)
  - Албанське королівство — Карл II (1285—1294)
  - Аргос і Нафпліон (сеньйорія) — Гі II де ла Рош (1287—1308)
  - Аркадія (баронія) — Жоффруа д'Оне (1269? — 1297?)
  - Герцогство Архіпелагу — Марко II Санудо (1262—1303)
  - Афінське герцогство — Гі II де ла Рош (1287—1308)
  - Ахейське князівство — Ізабелла де Віллардуен (1289—1307) та чоловік Флоріс де Ено (1289—1297)
  - Друге Болгарське царство — Георгій I Тертер (1280—1292)
  - Видинське царство — Шишман I (1276—1313)
  - Боснійський банат — Приєзда II (1287—1290) і Стефан I Котроман (1287—1302)
  - Епірський деспотат — Никифор I Комнін Дука (1266/1268-1297)
  - Зета (держава) — Єлена Анжуйська (між 1281 і 1299)
  - Пфальцграфство Кефалонії та Закінфу — Ріккардо Орсіні (1259/1264—1304)
  - Кіпрське королівство — Генріх II (1285—1324)
  - Берат (князівство) — Андреа I Музака (1281—1319)
  - Перше Сербське королівство; король Стефан Милутин (1282—1321)
  - Графство Салона (Lordship of Salona) — Вільям д'Отременкур (1258—1294)
- Балтія
  - Дерптське єпископство — Бернгард I (1289—1302)
  - Езель-Вікське єпископство — Генріх II (1290—1294)
  - Курляндське єпископство — Едмунд фон Верде (1263—1299)
  - Лівонський орден — ландмейстер — Бальтазар фон Гольте (1290—1293)
  - Ризьке архієпископство — Йоганн II Фехта (1284/1285-1294)
  - Держава Тевтонського ордену — великий магістр Бурхард фон Шванден (1282—1290)
- Білорусь
  - Вітебське князівство — Михайло Костянтинович (1270—1280/1297)
  - Турово-Пінське князівство — Семен Юрійович (кінець XIII ст. — 1320-ті рр.)
- Князь Новгородський — Дмитро Олександрович (1285—1292)
- Трапезундська імперія — Іоанн II Великий Комнін (1285—1297)
- Ірландія
  - Айргіалла — Бріан мак Еохада (1283—1311)
  - Десмонд — Домналл Руад Мак Карті (1262—1302)
  - Тір Еогайн — Домналл мак Бріан О'Нейлл (1290—1291); Бріан мак Аода Буїдне (1291—1295)
  - Томонд — король Тойрделбах О'Бріан (1276—1306)
- Італія
  - Арборейський юдикат — Маріано II (1241—1297)
  - Венеційська республіка — дож П'єтро Граденіго (1289—1311)
  - Галлурський юдикат — Уголіно Вісконті (1275—1298)
  - Мантуя — капітано-дель-пополо Пінамонте Бонакольсі (1274—1291); Барделлоне Бонакольсі (1291—1299)
  - Маркграфство Монферрат — Вільгельм VII Великий (1255—1290/1292)
  - Неаполітанське королівство — Карл II (1285—1309)
  - Салуццо (маркграфство) — Томазо I (1244—1296)
  - Королівство Сицилія — Хайме II (1285/1289-1296)
  - Князівство Таранто — Карл II (1285—1294)
  - Принц-єпископство Тренто — Філіппо деі Бонакольсі (1289—1303)
  - Урбіно (герцогство) — Гвідо да Монтефельтро (1255—1298)
  - Феррарська сеньйорія — Обіццо II д'Есте (1264—1293)
  - Маркграфство Фінале — Антоніо дель Карретто (1265/1268-1313)
- Кавказ
  - Грузинське царство — Давид VI Нарін (1245—1293)
  - Самцхе-Саатабаго — Бека I Джакелі (1285—1306)
- Велике князівство Литовське — Будивид (1291—1295)
- Німеччина
  - Герцогство Австрія — Рудольф I Габсбург (1276—1308)
  - Князівство Ангальт — Ангальт-Ашерслебен — Оттон І (1266—1304/1305); Ангальт-Бернбург — Йоганн I (1287—1291) і Бернгард II (1287—1323); Ангальт-Цербст (князівство) — Зігфрід I (1252—1298)
  - Герцогство Баварія — Людвіг II (1253—1294)
  - Баденське маркграфство — Герман VII (1288—1291); Фрідріх II (1291—1333) і Рудольф IV (1291—1348)
  - Берг (герцогство) — Адольф V (1259—1296)
  - Берхтесгаден (пробство) — Йоганн І Сакс фон Саксенау (1283—1303)
  - Маркграфство Бранденбург — Конрад (1281—1308)
  - Герцогство Брауншвейг-Люнебург — Оттон М'який (1277—1330)
  - Принц-єпископство Бріксен — Генріх фон Тревеах (1290—1295)
  - Верле (сеньйорія) — Генріх I (1277—1291)
  - Графство Вюртемберг — граф Ебергард I (1279—1325)
  - Вюрцбург (принц-єпископство) — Мангольд фон Нойєнбург (1287—1303)
  - Гессен (ландграфство) — Генріх I (1264—1308)
  - Геттінген (князівство) — Альбрехт II (1286—1318)
  - Принц-єпископство Гільдесгайм — Зігфрід II Кверфуртський (1279—1310)
  - Гольштейн-Піннеберг — Адольф VI (1290—1315)
  - Гоя (графство) (Grafschaft Hoya) — Генріх II (1235—1290); Герхард II (1290—1313)
  - Архієпископ Зальцбургу — Конрад IV Фонсдорфський (1291—1312)
  - Каммін (єпископство) — Яромар (1289—1294)
  - Герцогство Каринтія — Мейнхард II (1286—1295)
  - Кельнське курфюрство — Зиґфрід фон Вестербург (1274—1297)
  - Кенігсегг (Königsegg) — Еберхард III (?після 1268—1296)
  - Клеве (герцогство) — Дітріх VII (1275—1305)
  - Констанц (князівство-єпископство) — Рудольф I (1274—1293)
  - Курпфальц — Людвіг II (1253—1294)
  - Ландсберг — Фрідріх Тута (1285—1291); Генріх I (1291—1318)
  - Ліппе-Детмольд — Симон I (1273—1344)
  - Лужицька марка — Фрідріх Тута (1288—1291); Дітрих I Дицман (1291—1303)
  - Любекське князівство-єпископство — Буркхард фон Серкем (1276—1317)
  - Люнебург (князівство) — Оттон II (1277—1330)
  - Архієпископ Майнца Герхард II фон Еппштейн (1288—1305)
  - Марк (графство) — Еберхард I (1277—1308)
  - Маркграфство Мейсен — Альбрехт II (1288—1293)
  - Нюрнберг (бургграфство) — Фрідріх ІІІ (1261—1297)
  - Графство Ольденбург — Йоганн II (1285—1315)
  - Падерборнське князівство-єпископство — Оттон фон Рітберг (1277—1307)
  - Герцогство Померанія — Богуслав IV (1278—1309)
  - Равенсберг (графство) — Оттон ІІІ (1249—1305)
  - графство Рітберг — Конрад II (1282—1313)
  - Князівство Руян — Віслав II (1260—1302)
  - Герцогство Саксонія — Альбрехт II (1260—1298)
  - граф Тиролю — Альберт I (1258—1304)
  - Фельденц (графство) — Генріх I Гогенгерольде (1270—1298)
  - Герцогство Швабія — Йоган Швабський Парріціда (1290—1313)
  - Шверін (графство) — Гельмольд III (1274—1295)
  - Герцогство Штирія — Альбрехт I (1282—1308)
- Піренейський півострів
  - Королівство Арагон — Альфонсо III (1285—1291); Хайме II (1291—1327)
  - Королівство Леон — Санчо IV (1284—1295)
  - Майорканське королівство — Альфонсо III (1286—1291); Хайме II (1291—1295)
  - Королівство Португалія — король Дініш (1279—1325)
  - Королівство Наварра — Іоанна I (1274—1305)
  - Гранадський емірат — Мухаммад II аль-Факіх (1273—1302)
- Польща — Пшемисл II (1290—1291); Пшемисл II (1291—1295)
  - Битомське князівство — Казимир II Битомський (1284—1312)
  - Глогувське князівство — Генріх III Глогувський (1274—1309)
  - Добжинське князівство — Земовит Добжинський (1288—1293)
  - Герцогство Заган — Конрад II Горбатий (1284—1304)
  - Іновроцлавське князівство — Казимир III Гнєвковський (1287—1314)
  - Бжесть-Куявське князівство — роздроблення до 1300
  - Ленчицьке князівство — Казимир II Ленчицький (1288—1294)
  - Львувецьке князівство — Болеслав I Суворий (1286—1301)
  - Плоцьке князівство — Болеслав II Мазовецький (1275—1294)
  - Сандомирське князівство — Владислав I Локетек (1289—1292)
  - Свідницьке князівство — Болеслав I Суворий (1291—1301)
  - Сілезьке князівство — Генріх V Гладкий (1290—1295)
  - Сцинавське князівство — Генріх III Глогувський (1290—1309)
  - Вроцлавське князівство — Генріх V Гладкий (1290—1296)
  - Краківське князівство — Пшемисл II (1290—1291); Вацлав II (1291—1300)
  - Легницьке князівство — Генріх V Гладкий (1278—1296)
  - Опольське князівство — Болеслав I Опольський (1282—1313)
  - Ратиборське князівство — Пшемислав Ратиборський (1282—1306)
  - Тешинське герцогство — Мешко I Тешинський (1290—1314)
  - Серадзьке князівство — Владислав I Локетек (1288—1300)
  - Черське князівство — Конрад II Черський (1275—1294)
  - Яворське князівство — Болеслав I Суворий (1278—1301)
- Білозерське князівство — Михайло Глібович (1286—1293)
- Брянське князівство — Олег Романович Брянський (кінець 13-го століття)
- Велике князівство Владимирське — Дмитро Олександрович (1283—1294)
- Велике князівство Московське — Данило Олександрович (1263—1303)
- Переславль-Залєське князівство — Дмитро Олександрович (1263—1293)
- Ростовське князівство — Дмитро Борисович (1288—1294)
- Велике князівство Рязанське — Федір Романович (1270—1294)
- Смоленське князівство — Федір Ростиславич Чорний (1279—1297)
- Стародубське князівство (Північно-Східна Русь) — Іван Михайлович Калістрат (1281—1315)
  - Велике князівство Тверське — Михайло Ярославич (1282/1286-1318)
- Углицьке князівство — Костянтин Борисович (1289 — 1294)
- Ярославське князівство — Анастасія Василівна (1257—1294)
- Скандинавія
  - король Данії — Ерік VI (1286—1319)
  - Король Норвегії Ейрік II Маґнуссон (1280—1299)
  - Швеція — Біргер Магнуссон (1290—1319)
- Угорське князівство — король Андрій III Венецієць (1290—1301)
- Україна — Київський князь — Лев Данилович (1271—1301)
  - Белзьке князівство — Юрій Львович (1269—1301)
  - Волинське князівство — Мстислав Данилович (1288—1292)
  - Галицько-Волинське князівство — Лев Данилович (1264—1301)
  - Луцьке князівство — Мстислав Данилович (1264 — після 1292)
  - Чернігівське князівство — Олег Романович Брянський (1288—1292)
  - Кримський улус — Ачік (1278—1297)
  - Список консулів Генуезької Ґазарії — Поліно Дорія (1289? — 1316?)
- Королівство Франція — Філіпп IV Вродливий (1285—1314)
  - Герцогство Аквітанія — Едуард I Довгоногий (1272—1306)
  - Арелатське королівство — пфальцграф — Оттон IV (1279—1303)
  - Герцогство Бар — Тібо II (1239—1291); Генріх III (1291—1302)
  - Брабант (герцогство) — Жан I (1267—1294)
  - Графство Булонь — Робер VI Овернський (1280—1314)
  - Бретонське герцогство — Жан II (1286—1305)
  - Гельдерн (графство) — Рейнальд I (1271—1318)
  - Голландія — Флоріс V (1256—1296)
  - Ено (графство) — Жан II д'Авен (1280—1304)
  - Графство Ла Марш — Гуго XIII (1275—1303)
  - Люксембург (графство) — Генріх VII (1288—1313)
  - Льєзьке єпископство — Жан IV Фландрський (1282—1291); Гі (1291/1292-1296)
  - Графство Мен — Карл III де Валуа (1290—1325)
  - Монбельяр (графство) — Рено Бургундський (1283—1322)
  - Монпельє (сеньйорія) — Хайме II (1276—1311)
  - Намюр (графство) — Гвідо I (1264—1298)
  - Оранж (князівство) — Бертран II (1282—1314)
  - Родез (графство) — Генріх II (1274—1292)
  - Савойське графство — Амадей V (1285—1323)
  - Урхельське графство — Ерменгол X (1268—1314)
  - Фландрія — Гвідо I (1280—1305)
  - Графство Фуа — Роже Бернар III де Фуа (1265—1302)
- Король Богемії (Чехія) — Вацлав II (1283—1305)
- Шотландія
  - Король Шотландії — вакансія до 1292
- Святий Престол; Папська держава — папа римський — Гонорій IV (1285—1287)
- Вселенський патріарх — Афанасій I (1289—1293)

## Азія
- Візантійська імперія — Андронік II Палеолог (1282—1328)
- Трапезундська імперія — Іоанн II Великий Комнін (1285—1297)
- Близький Схід
  - Єрусалимське королівство — Генріх II (1285—1291). Знищене Мамелюцьким султанатом.
  - Кілікійське царство — Гайтон II (1289—1293)
  - Тір (сеньйорія) — Аморі II Тірський (1289—1291). Знищене Мамелюцьким султанатом.
  - Сеньйорія Фокеї — Бенедетто I Дзаккарія (1288—1304)
  - Артукіди — правитель Мардіна Кара-Арслан ал-Музаффар (1260—1292)
  - Мамелюцький султанат — Халіль аль-Ашраф (1290—1293)
  - Ешрефогуллари — Сулейман-бей Ешрефоглу (1284—1302)
  - Інанчогуллари — Мехмед (1262—1296)
  - Ментешеогуллари — Ментеше-бей (1261 — до 1295)
  - Перванеогуллари — Муінеддін Мехмед (1277—1296)
  - Сахіб-Атаогуллари — Нусретеддевле Ахмед (1287—1341)
  - Хамідогуллари — Хамід-бей (1291—1313/1314)
  - Караманіди — Гюнері (1277—1300)
  - Шаріфат Мекки — Абу Нумай I (1254—1301)
  - Румський султанат — Масуд II (1284—1296)
  - Зіяриди — Нізарі — Рукн ад-Дін II (1277—1295)
  - Емірат Хасанкейф (Emirate of Hasankeyf) — аль-Малік ас-Саліх Наджм ад-Дін Айюб II (?–1324/1325)
  - Держава Ширваншахів — Ахсітан III (1282—1294)
- Расуліди — Аль-Музаффар Юсуф (1249—1295)
- Чобаніди — Музаффер ад-Дін Явлак Арслан (1280—1292)
- Індія і Шрі-Ланка
  - Ахом — Субінфаа (1281? — 1293)
  - Бенгальський султанат — Бугра-хан (1287—1291); Рукн ад-дін Кайкаус (1291—1300/1301)
  - Східні Ганги — Нарасімха Дева II (1278/1279–1306)
  - Делійський султанат — Династія Хілджі — Джалал-уд-дін Фіруз Хілджі (1290—1296)
  - Джайпур (князівство) — Кантал II (1276—1317)
  - Джайсалмер (князівство) — Джайтсі Сінгх I (1276—1294)
  - Джодхпур (князівство) — Рао Астан (1273—1292)
  - Чандела — магараджахіраджа Джеджа-Бхукті Хамміраварман (1288—1311)
  - Династія Какатіїв — Пратапарудра II (1289—1323)
  - Династія Карнат — Шактісімхадева (1285—1295)
  - самраат Кашмірської держави (Династія Лохара) — Сімхадева (1286—1301)
  - Династія Малла — Анантамалла (1274—1310)
  - Мевар (князівство) — Самарасімха (1273—1301)
  - Держава Пандья — Мараварман Куласекара Пандья I (1268—1308)
  - Парамара — Бходжа II (1283 — ? до 1305)
  - Джафна (держава) — Кулотунга Чінкаяр'ян (1284—1292)
  - Династія Сеунів — Рамачандра (1271—1311)
  - Держава Хойсалів — Нарасімха III (1263—1292)
- Індонезія; Південно-Східна Азія
  - Гантаваді — Вареру (1287—1307)
  - Дайв'єт — Чан Нян Тонг (1278—1293)
  - Лемро — Мін Хті (1279—1374)
  - магараджа Мелаю Трібхуванараджа (1286—1316)
  - Чампа — Сімхаварман III (1288—1307)
  - Сінгасарі — Кертанагара (1268—1292)
  - Сукхотай (королівство) — Рамакхамхаенг (1279—1298)
  - Сунда — між 1175 і 1297 — Прабу Гуру Дхармасікса
  - Кедах (султанат) — Махмуд Шах I (1280—1321)
  - Пасай — Малік ас-Саліх (1267—1297)
  - Тернатський султанат — колано Комала Абу Саїд (1284—1298)
- Китай; Монголія
  - Золота Орда — Туда-Менгу (1282—1297)
  - ідикут Кучі — Негуріл-тегін (1276—1318)
  - Монгольська імперія — Хубілай (1260—1294)
  - Уґедейський улус — Хайду (1264—1301)
  - Чагатайський улус — Хайду (1271—1301)
  - Тибет — Дракпа Одзер (1291—1303)
  - Династія Юань — Хубілай (1271—1294)
- Корея
  - Корьо — Чхунньоль (1274—1308)
- Паганське царство — Чавсва (1289—1297)
- Персія і Середня Азія
  - Баванди — Яздагірд  (1271/1272-1300)
  - Ільхани — Аргун-хан (1284—1291); Гайхату (1291—1295)
  - султан Кермана Джалал ад-Дін Суюргатмиш (1282—1292)
  - Кутлугханіди — Джалал ад-Дін Суюргатмиш (1282—1292)
  - Міхрабаніди — Насир ад-Дін Мухаммад (1261—1318)
  - Улус Орда-Іхена — Конши-хан (1280—1302)
  - Улус Шибана — Джучі-Бука (1280—1310)
- Кхмерська імперія — Джаяварман VIII (1243—1295)
- Накхонситхаммарат (держава) — Таммасокараджа (1283? — 1292)
- Японія — Імператор Фушімі (1287—1298)

## Африка
- - аббасидський халіф Каїра Аль-Хакім I (1261—1302)
  - Імператор Ефіопії — Яґбе'у Сейон (1285—1294)
- Аль-Абваб (держава) — Адур аль-Абваба (1276—1292)
- Заяніди — Абу Саїд Усман I (1283—1303)
- Іфат — Абуд Джамаладдін (12?? — 12??)
- Кілва (султанат) — Аль-Гасан ібн Талут (1277—1294)
- Макурія — Семамун (1290—1295)
- Імперія Малі — Сакура (1285—1300)
- Мариніди — Абу Якуб Юсуф (1286—1307)
- Нрі — Езе Нрі Омало (?1258 — 1299?)
- Мамелюцький султанат — Халіль аль-Ашраф (1290—1293)
- Хафсіди — Абу Хафс Умар I (1284—1289; 1289—1295)

## Південна Америка
- Королівство Куско — Майта Капак (1290—1320)
- Тескоко (держава) — Тлоцинпочотль (1263—1298)

## Північна Америка
- Ацкапоцалько — Матлакоатль (? — ?)
- Маяпанська ліга — Кокоми; Каан Коком (1289—1294)